# 378

## Догађаји
- Википедија:Непознат датум — Битка код Хадријанопоља

- Пролеће – Цар Валенс се враћа у Цариград и мобилише војску (40.000 људи). Поставља Себастијана, који је тек пристигао из Италије, за магистра милитума да реорганизује римске војске у Тракији.
- Фебруар – Део Алемана прелазе залеђену Рајну и пљачкају сеоска подручја. Римске палатинске трупе (Келти и Петуланти) их потискују назад.
- Мај – Битка код Аргентоварије: Цар Грацијан је приморан да повуче војску коју је послао на исток. Готи су поражени од стране Малобауда код Колмара (Француска). Грацијан добија титулу Алеманик Максимус.
- Готски рат: Валенс шаље Себастијана са одабраним трупама (2.000 људи) у Тракију и обнавља герилски рат против Гота. Прогони мале групе готских освајача око Адријанопоља.
- Фритигерн концентрише своју војску код Кабиле (Бугарска). Готи су углавном концентрисани у речним долинама јужно од Балканских планина, око градова Бероа, Кабиле и Дибалтума.
- Јул – Фригерид, римски генерал, утврђује Сучки (Ихтимански) превој како би спречио „варваре“ да продру на северозапад (Панонија).
- Грацијан креће из Лауријакума (Аустрија) са одредом лако наоружаних трупа. Његове снаге су довољно мале да путују чамцем низ Дунав. Задржава се четири дана у Сирмијуму (Србија) патећи од грознице.
- Август – Грацијан наставља низ Дунав до „Логора Марса“ (граничне тврђаве близу данашњег Ниша), где губи неколико људи у заседи групе Алана.
- Фритигерн удара јужно из Кабиле, пратећи реку Тунџу према Адријанопољу, и покушава да се пробије иза линија снабдевања до Цариграда.
- Римско извиђање открива Готе. Валенс који је већ био западно од Адријанопоља, враћа се и успоставља утврђени логор ван града.
- Готи, са колима и породицама рањивим на нападе, повлаче се назад на север. Римски извиђачи не успевају да открију коњицу која се храни даље уз долину реке Тунџе.
- Фритигерн шаље хришћанског свештеника у римски логор са понудом услова и писмом за Валенса. Мировни предлози су одбијени.
- Валенс предводи елитну римску војску у Тракију да се супротстави побунама, али је поражен у бици код Адријанопоља.
- Готи нападају Адријанопољ; покушавају да се попну на градске зидине мердевинама, али их браниоци одбијају, бацајући комаде зида.
- Готи, уз подршку Хуна, крећу се ка Цариграду. Њихов напредак заустављају Сарацени, регрутовани из арапских племена која контролишу источне рубове царства.
- Октобар – Готи, суочени са несташицом хране, одвајају се и крећу на запад у Панонију. Праћени својим породицама, пљачкају села и пољопривредно земљиште.

- Валенс завршава аквадукт у Цариграду који је започео Константин I.

- Григорије Назијански је рукоположен за епископа у Цариграду.
- Папа Дамас I је оптужен за прељубу, али га Грацијан ослобађа кривице.

## Смрти
- 9. август — Валенс, источноримски цар